# Casato d'Enghien
Il Casato d'Enghien è una famiglia feudale estinta originaria del Ducato di Brabante, la cui origine risale all'XI secolo.

## Storia
Questa casa era una delle più prestigiose del Ducato di Brabante e della Contea di Hainaut; il suo stendardo sfilò tra i primi di quelli del Ducato di Brabante, come avvenne in particolare nella famosa battaglia di Worringen.
I signori di Enghien elevarono le loro terre e resero omaggio ora ai duchi di Brabante, ora ai conti dell'Hainaut; che generò guerre tra i due pretendenti alla sovranità. Secondo i titoli depositati presso il tesoro delle carte dell'Hainaut, la terra di Enghien era però direttamente sotto i conti dell'Hainaut. Questa terra è menzionata per la prima volta nel 956 ed era una delle quarantaquattro baronie della contea dell'Hainaut. Dopo la morte di Louis d'Enghien nel 1394, la baronia di Enghien passò alla Casata di Lussemburgo, poi, nel 1485, alla Casata di Borbone-Vendôme di Francia. Infine Enrico IV rivendette questa signoria ai duchi di Arenberg nel 1606.
I signori di Enghien contano, in particolare, tra i loro discendenti:
- Enrico IV della Casata di Borbone-Vendôme;
- I Borbone-Condé, detentori del titolo di Duca di Enghien fino alla fine dell'Ancien Régime;
- La Casata di Lussemburgo.

## Membri illustri
- Jean d'Enghien (?-1281), vescovo di Liegi
- Gualtieri III d'Enghien (1302-1345), signore di Enghien
- Sigeri II di Enghien (1324-21 marzo 1364), signore di Enghien
- Giovanni d'Enghien (?-1380), conte di Lecce
- Maria d'Enghien (1367-1446), contessa di Lecce e regina consorte di Napoli
- Louis d'Enghien (?-1394), conte di Brienne